# Éloi Relange
Éloi Relange (nascut l'11 de juliol de 1976) és un jugador d'escacs francès i també jugador de pòquer. Té el títol de Gran Mestre Internacional d'escacs des de 1998, i és el president de la Federació Francesa d'Escacs des de l'abril de 2021.
L'abril de 2021, és el 44è jugador francès amb una classificació Elo de 2453 punts.

## Biografia
Després d'aprendre a jugar als escacs als cinc anys, Éloi Relange es va convertir en campió francès per edats el 1984. Va ser campió de París el 1997, 1998 i 1999, i tercer al Campionat de França el 1996. Es va convertir Mestre Internacional el 1994 i Gran Mestre Internacional el 1998. Va participar en l'Olimpíada d'escacs de 1996 i hi va fer 4,5 punts sobre 8. L'any següent, va aconseguir la mateixa marca (4,5/8) en el quart tauler durant el Campionat Europeu de Nacions d'escacs el 1997.
De 1999 a 2001, va presentar Diagonale, un programa dedicat als escacs i emès a CanalWeb, una de les primeres Web TV franceses.
Va guanyar el campionat francès d'escacs de clubs el 2009 amb l'equip d'Evry.
Des del 2010, està pràcticament inactiu als escacs. Posteriorment s'ha involucrat en el món del pòquer, i el febrer 2005 va participar en la creació del lloc web Poker Académie, de la qual és entrenador de pòquer. Hi va mantenir un bloc fins al 2010. Al mateix temps, escriu articles per a la revista Live Poker. L'any 2006, va acabar segon al torneig de pòquer de 1.000 € Euro Finals of Poker, Gold Championship - No limit Hold'em a París darrere de Davidi Kitai i va guanyar 24.540 euros, el seu major guany en un torneig en directe.
El gener de 2020, va presentar una llista per optar a la presidència de la Federació Francesa d'Escacs (FFE), en particular amb Pauline Guichard i Laurent Fressinet com a companys de llista. Va ser escollit president de la FFE el dia 3 d'abril de 2021 amb 632 vots contra 561 del president sortint Bachar Kouatly.